# Mark Moody-Stuart
Mark Moody-Stuart (né le 15 septembre 1940) est un homme d'affaires britannique.
De 1993 à 2001, il est le président de l'une des deux sociétés mères du groupe Shell, « The Shell Transport and Trading Company », société holding de droit britannique et cotée à la bourse de Londres et dans les principales places boursières mondiales. Pendant les trois dernières années de ce mandat, de 1998 à 2001, il est en outre le dirigeant de l'ensemble de ce groupe pétrolier, multinationale de l'énergie.

## Biographie

### Origines et formation
Mark Moody-Stuart est né à Antigua ; il est le fils d'un propriétaire de plantation de canne à sucre. Il fait ses études à la Shrewsbury School et au St. John's College de Cambridge, où il obtient un doctorat grâce à une thèse sur les sédiments dévoniens du Spitzberg. Il devient fellow de ce collège en 2001.

### Carrière
Moody-Stuart effectue toute sa carrière professionnelle au sein du groupe Royal Dutch / Shell qu'il rejoint en 1966. Il occupe d'abord des postes de géologue en Espagne, à Oman et Brunei. En 1972, il est chef géologue en Australie. En 1976, il est responsable des équipes d'exploration de la société conjointe formée par Shell et Exxon (Shell Expro) pour l'exploitation des gisements en mer du Nord. En 1979, il est directeur général de Shell en Turquie. Trois ans plus tard, il occupe des fonctions similaires en Malaisie. Huit ans après, en 1990, il est rappelé dans les services centraux du Groupe à Londres et La Haye pour occuper le poste de coordinateur mondial des activités d'exploration et production de pétrole brut. L'année suivante, il est désigné managing director du Groupe.
Il devient président du conseil d'administration de The Shell Transport and Trading Company en 1993 et président du Comité des managing directors (équivalent de directeur général) du groupe Royal Dutch / Shell en 1998. En 2001, il est remplacé dans ces deux fonctions par Philip Watts.

### Retraite
Moody-Stuart est anobli en 2000 (KCMG). Il est président de la Fondation pour le Pacte mondial et est administrateur de la Global Reporting Initiative (GRI) jusqu'en décembre 2007. Il a également été administrateur de HSBC Holdings, d'Accenture et de Saudi Aramco.
Il est président non exécutif d'Anglo American, de 2001 à 2009. Il est président de Hermes Equity Ownership Services depuis 2009.

### Vie personnelle
En 1964, Mark Moody-Stuart a épousé Judy McLeavy, avec laquelle il a eu trois fils et une fille.

## Ouvrages
- Leadership responsable : Leçons de la ligne de front de la durabilité et de l'éthique, Greenleaf Publishing, 2014. (ISBN 9781906093969)